# دييغو جوناثان رودريغيز
دييغو جوناثان رودريغيز (بالإسبانية: Diego Jonathan Rodríguez)‏ هو لاعب كرة قدم مكسيكي في مركز الدفاع، ولد في 16 يوليو 1997 في مدينة مكسيكو في المكسيك. لعب مع نادي أونيفرسيداد ناسيونال.